# تپه چرکس
تپه چرکس مربوط به اولیه دوران‌های تاریخی پس از اسلام است و در شهرستان سنقر، بخش مرکزی، روستای میدان واقع شده و این اثر در تاریخ ۱۱ مرداد ۱۳۸۴ با شمارهٔ ثبت ۱۲۵۲۸ به‌عنوان یکی از آثار ملی ایران به ثبت رسیده است.